# Amigos (show)
O show Amigos é uma série de especiais musicais com as duplas sertanejas Chitãozinho & Xororó, Zezé di Camargo & Luciano e Leandro & Leonardo, exibidos de 1995 a 1998 na programação de fim de ano da TV Globo. Em 2019, os integrantes anunciaram o retorno do projeto em uma turnê por todo Brasil. O especial que marcou o retorno de Amigos foi exibido em 18 de dezembro de 2019.

## Especiais

### Amigos 95
O seu primeiro programa teve direção de Aloysio Legey e Paulo Netto, com roteiro e direção geral de Legey e exibido na televisão na antevéspera do Natal daquele ano. A base do 1° Amigos foi um DVD gravado no Espaço Verde Chico Mendes em São Caetano do Sul (SP). Cerca de 100 mil pessoas assistiram à gravação do espetáculo, em que os cantores trocaram de parceiros e cantaram canções uns dos outros. Também foram gravadas cenas na fazenda de Chitãozinho em Campinas (SP), mostrando os artistas em um churrasco de confraternização. A produção do show foi marcada pela grandiosidade. O cenógrafo Mauro Monteiro trabalhou com um palco de 70 metros de largura e 30 metros de profundidade. Tratores imensos davam a impressão de sustentar o palco e soltavam uma fumaça que se integrava aos efeitos de luz projetados por Henrique Leiner. A apresentação dos músicos foi acompanhada por bailarinos selecionados e coreografados por Beth Oliosi e Silvio Dufrayer. Os dois montaram coreografias que buscavam valorizar as características da música sertaneja. Os figurinos foram criados por Lulu Areal. Foram apresentadas 30 canções no show, entre elas o sucesso "É o Amor", de autoria de Zezé Di Camargo. Ao final do espetáculo, as três duplas cantaram juntas o clássico sertanejo "Menino da Porteira", de Teddy Vieira e Luizinho; a canção natalina "Noite Feliz", versão de Vicente Aricó Júnior da canção de Franz Gruber; e ainda "Marcas do Que se Foi". O especial foi reapresentado duas vezes, em março e junho de 1996.

### Amigos 96
Este segundo especial de fim de ano da TV Globo foi exibido em 25 de dezembro de 1996. Gravado no dia 7 de dezembro de 1996 em Paulínia no interior de São Paulo, o CD e DVD foi lançado no dia 28 de agosto de 1997. Contou com as participações especiais de Simone, das duplas Chrystian & Ralf, Gian & Giovani e João Paulo & Daniel e do locutor de rodeios Asa Branca. Foram apresentadas 31 canções interpretadas pelas três duplas que tiveram destaque, como "Romaria", "Cálix Bento", "Saudade de Minha Terra" e "O Homem de Nazaré", além da já tradicional troca de duplas que foi diferente do especial anterior. O clima das gravações foi marcado pela enorme quantidade de chuva que quase adiou o espetáculo. Luiz Fernando Carvalho dirigiu o clipe da música "Coração Sertanejo", interpretada por Chitãozinho & Xororó e inserida no programa. O especial foi reapresentado na faixa de programação Terça Nobre, em fevereiro de 1997.

### Amigos 97
Ainda sob a direção geral de Aloysio Legey, o terceiro especial de fim de ano da TV Globo de Televisão, levado ao ar em 30 de dezembro de 1997, foi dirigido por Maurício Tavares e Mário Meirelles e teve a participação de Daniel (que protagonizou um dos momentos mais emocionantes do show cantando "Canção da América", de Milton Nascimento, em homenagem ao amigo João Paulo, que faleceu em 12 de setembro), Daniela Mercury, Fábio Jr. e Roberta Miranda, entre outros. Criado por Legey, Paulo Netto e Mauro Monteiro, o 2° DVD foi gravado ao vivo durante a nova turnê Em Família de Chitãozinho & Xororó no Estádio Jornalista Felipe Drummond, em Belo Horizonte (MG). Dessa vez, o cenário projetado por Mauro Monteiro e Jeanine Marques tinha inspiração futurista e um palco de cinco pontas. Em cada ponta havia um espaço para o público, uma espécie de “piscina”, aproximando os fãs dos artistas. O show teve, ainda, produção de arte de Beto Herriot e Valéria Goulart e figurinos de Chico Spinoza e Anete Cota.

### Amigos 98
Em 31 de dezembro de 1998, a TV Globo uniu pela 4ª vez os cantores sertanejos, dessa vez sem Leandro, falecido vítima de um câncer de pulmão no dia 23 de junho. A ausência do artista conferiu um tom emocionado ao 3° DVD gravado ao vivo no Espaço Verde Chico Mendes em São Caetano do Sul (SP), nos dias 6 e 7 de novembro de 1998, com um público de cerca de 60 mil pessoas. O último especial de fim de ano da Globo foi dirigido por Emília Silveira, Mário Meirelles e Maurício Tavares. Dessa vez, o cenário criado por Mauro Monteiro tentou reproduzir as festas de rodeio do interior de São Paulo. Bia Brício e Valéria Goulart foram responsáveis pela produção de arte. Os figurinos foram feitos mais uma vez por Chico Spinoza e Anete Cota. Os bailarinos foram supervisionados por Beth Oliosi e coreografados por Caio Nunes e Regina Sauer. Após a apresentação de vários sucessos sertanejos, o último Show Amigos 98 terminou com homenagem ao saudoso Leandro, com a participação do conjunto Fat Family interpretando "Bridge over Troubled Water". A partir dessa série de musicais, surgiu o programa Amigos & Amigos (1999). Os outros especiais musicais dedicados às duplas sertanejas participantes de Amigos foram Chitãozinho & Xororó (1990), Zezé Di Camargo & Luciano Especial (1991), Leandro & Leonardo Especial (1991), Leandro & Leonardo (1992) e Chitãozinho & Xororó – Planeta Azul (1992).

### Amigos 20 Anos: A História Continua
No início de maio de 2019, os Amigos divulgaram a volta do projeto, incluindo a primeira turnê nacional. A primeira apresentação da nova fase do grupo foi exibida no dia 5 de maio de 2019, no Fantástico. Dentre os shows divulgados, o espetáculo de 7 de Setembro de 2019, realizado no Allianz Park em São Paulo (segundo show da turnê), foi gravado para exibição pela TV Globo, que aconteceu em 18 de dezembro de 2019, depois da novela Amor de Mãe. Posteriormente o show foi lançado em formato de DVD, chamado A História Continua - Ao Vivo em São Paulo.

### Amigos: A Última Estrada
Penúltimo show da segunda parte da turnê iniciada em abril de 2022 em Ourinhos, interior do estado de São Paulo, o espetáculo foi realizado novamente no Allianz Park na capital paulista em 2 de dezembro de 2023 e gravado para ser exibido pela TV Globo no dia 11 de dezembro após a novela Terra e Paixão. Uma das apresentações, ocorrida em São Paulo, contou com o cantor Edson Cadorini substituindo Xororó, que havia testado positivo para a COVID-19.

## Discografia
- Amigos - Vol. 1 (1996)
- Amigos - Vol. 2 (1997)
- Amigos - Vol. 3 (1998)
- Amigos - Vol. 4 (1999)
- A História Continua - Ao Vivo em São Paulo (2019)

### Amigos Especial da Rede Globo Ao Vivo(1996)
O primeiro volume do álbum Amigos foi lançado em 1996, contando com doze faixas.
| Lista de faixas conforme a contracapa do álbum. |                                       |                                                                                          |                                                                     |         |  |
| N.º                                             | Título                                | Compositor(es)                                                                           | Intérprete (s)                                                      | Duração |  |
| 1.                                              | "Disparada"                           | Geraldo Vandré / Théo de Barros                                                          | Leandro & Leonardo, Chitãozinho & Xororó, Zezé Di Camargo & Luciano | 5:17    |  |
| 2.                                              | "Menina Veneno"                       | Ritchie / Bernardo Vilhena                                                               | Zezé Di Camargo & Luciano                                           | 4:14    |  |
| 3.                                              | "Bailão de Peão"                      | Maria da Paz / Nino                                                                      | Chitãozinho & Xororó                                                | 3:36    |  |
| 4.                                              | "Eu Juro (I Swear)"                   | Frank Joseph Myers / Gary Baker (versão: Demian)                                         | Leandro & Leonardo                                                  | 5:10    |  |
| 5.                                              | "Silent Night"                        | Franz Gruber                                                                             | Leandro & Leonardo, Chitãozinho & Xororó, Zezé Di Camargo & Luciano | 3:30    |  |
| 6.                                              | "Ave Maria"                           | Charles Gounod                                                                           | Leandro & Leonardo, Chitãozinho & Xororó, Zezé Di Camargo & Luciano | 3:08    |  |
| 7.                                              | "Fio de Cabelo"                       | Darci Rossi / Marciano                                                                   | Zezé Di Camargo, Chitãozinho                                        | 2:57    |  |
| 8.                                              | "É o Amor"                            | Zezé Di Camargo                                                                          | Leonardo, Luciano                                                   | 3:36    |  |
| 9.                                              | "Temporal de Amor"                    | Cecílio Nena                                                                             | Leandro, Xororó                                                     | 4:20    |  |
| 10.                                             | "Have You Ever Really Loved a Woman?" | Bryan Adams / Michael Kamen / Robert John Lange (versão: Darci Rossi / Maulívio Pereira) | Chitãozinho & Xororó                                                | 5:00    |  |
| 11.                                             | "Pão de Mel"                          | Zezé Di Camargo                                                                          | Zezé Di Camargo & Luciano                                           | 4:10    |  |
| 12.                                             | "Festa de Rodeio"                     | César Augusto / César Rossini / Reinaldo Barriga                                         | Leandro & Leonardo                                                  | 4:52    |  |
| Duração total:                                  | Duração total:                        | Duração total:                                                                           | Duração total:                                                      | 48:46   |  |

### Amigos 2 do Especial da Rede Globo(1997)
O segundo volume do álbum Amigos foi lançado em 1997, contando com treze faixas, uma a mais em relação à edição anterior. Foi a última edição com a participação de Leandro, que morreu em 23 de junho de 1998, aos 36 anos, em decorrência de um tumor no tórax.
| N.º | Título                                                     | Compositor(es)                                                                     | Intérprete(s)                                                                                       | Duração |  |
| 1.  | "Pot-Pourri: Viola Enluarada / Vamos Dar as Mãos e Cantar" | Marcos Valle / Paulo Sérgio Valle; Silvio César                                    | Leandro & Leonardo, Chitãozinho & Xororó, Zezé Di Camargo & Luciano                                 |         |  |
| 2.  | "Você É Desejo, E Eu Sou Paixão (Right Here Waiting)"      | Richard Marx (versão: Fátima Leão)                                                 | Leandro & Leonardo                                                                                  |         |  |
| 3.  | "Pot-Pourri: Minha Gioconda / Horizonte Azul"              | Vicente Celestino; Mont'Alve / Sant'Ana / J. A. Longo                              | Chrystian & Ralf; Leandro & Leonardo, Chrystian & Ralf (participação especial)                      |         |  |
| 4.  | "Não Aprendi a Dizer Adeus"                                | Joel Marques                                                                       | Leandro, Zezé Di Camargo                                                                            |         |  |
| 5.  | "Preciso Ser Amado"                                        | César Augusto / Piska                                                              | Zezé Di Camargo & Luciano                                                                           |         |  |
| 6.  | "Pot-Pourri: 1, 2, 3 / Menina Veneno"                      | Paulo Debétio, Ritchie / Bernardo Vilhena                                          | Gian & Giovani; Zezé Di Camargo & Luciano / Gian & Giovani (participação especial)                  |         |  |
| 7.  | "Você Vai Ver"                                             | Elias Muniz / Carlos Colla                                                         | Luciano, Xororó                                                                                     |         |  |
| 8.  | "Coração Sertanejo"                                        | Neuma Morais / Neon Moraes                                                         | Chitãozinho & Xororó                                                                                |         |  |
| 9.  | "Pot-Pourri: Estoy Enamorado / Evidências"                 | Donato Poveda / Estefano (versão: Carlos Colla); José Augusto / Paulo Sérgio Valle | João Paulo & Daniel; Chitãozinho & Xororó / João Paulo & Daniel (participação especial)             |         |  |
| 10. | "Página de Amigos"                                         | Rick / Alexandre                                                                   | Chitãozinho, Leandro                                                                                |         |  |
| 11. | "Luar do Sertão"                                           | João Pernambuco / Catulo da Paixão Cearense                                        | Leandro & Leonardo, Chitãozinho & Xororó, Zezé di Camargo & Luciano, Simone (participação especial) |         |  |
| 12. | "Pot-Pourri: Romaria / Cálix Bento"                        | Renato Teixeira; Domínio Público                                                   | Leandro & Leonardo / Chitãozinho & Xororó / Zezé Di Camargo & Luciano                               |         |  |
| 13. | "Instrumental"                                             | Paulo Henrique                                                                     | Instrumental                                                                                        |         |  |

### Amigos - Volume 3 Ao Vivo(1998)
O terceiro volume do álbum Amigos foi lançado em 1998, contando com quinze faixas, duas a mais em relação ao volume anterior. Foi primeira edição a não contar com a participação do cantor Leandro, que havia morrido no mesmo ano.
| N.º            | Título                                                          | Compositor(es)                                                                       | Intérprete (s)                                                                                      | Duração |  |
| 1.             | "Andança"                                                       | Danilo Caymmi / Edmundo Souto / Paulinho Tapajós                                     | Leandro & Leonardo, Chitãozinho & Xororó, Zezé Di Camargo & Luciano                                 | 5:53    |  |
| 2.             | "Toma Juízo"                                                    | Zezé Di Camargo                                                                      | Zezé Di Camargo & Luciano                                                                           | 3:39    |  |
| 3.             | "Te Amo Cada Vez Mais (To Love You More)"                       | David Foster / Edgar Bronfman (versão: Roberto Merli)                                | Leandro, Chitãozinho, Luciano, Daniel (participação especial)                                       | 4:31    |  |
| 4.             | "Cerveja"                                                       | César Augusto / César Rossini                                                        | Leandro & Leonardo                                                                                  | 3:34    |  |
| 5.             | "O Homem de Nazaré"                                             | Cláudio Fontana                                                                      | Chitãozinho & Xororó                                                                                | 4:49    |  |
| 6.             | "Desculpe, mas Eu Vou Chorar"                                   | César Augusto / Gabriel                                                              | Leandro & Leonardo, Fábio Júnior (participação especial)                                            | 3:54    |  |
| 7.             | "Estrada da Vida"                                               | José Rico                                                                            | Leandro & Leonardo, Chitãozinho & Xororó, Zezé Di Camargo e Luciano                                 | 2:32    |  |
| 8.             | "Majestade, o Sabiá"                                            | Roberta Miranda                                                                      | Chitãozinho & Xororó, Roberta Miranda (participação especial)                                       | 4:01    |  |
| 9.             | "Canção da América"                                             | Milton Nascimento / Fernando Brant                                                   | Leandro & Leonardo, Chitãozinho & Xororó, Zezé Di Camargo & Luciano, Daniel (participação especial) | 4:08    |  |
| 10.            | "Eu Só Quero Um Xodó"                                           | Dominguinhos / Anastácia                                                             | Zezé Di Camargo & Luciano, Daniela Mercury (participação especial)                                  | 2:55    |  |
| 11.            | "Pense em Mim"                                                  | Douglas Maio / José Ribeiro / Mário Soares                                           | Leandro & Leonardo                                                                                  | 3:36    |  |
| 12.            | "Pot-Pourri: De Volta pro Aconchego / Milla / Mineirinho"       | Dominguinhos / Nando Cordel; Tuca Fernandes / Manno Góes; Alexandre Pires / Lourenço | Zezé Di Camargo; Leonardo; Chitãozinho                                                              | 4:59    |  |
| 13.            | "Pot-Pourri: É Uma Partida de Futebol / Beleza Rara / La Bamba" | Samuel Rosa / Nando Reis; Ed Grandão; Domínio Público                                | Luciano; Xororó, Zezé Di Camargo; Leandro e todos                                                   | 4:58    |  |
| 14.            | "Você Vai Ver"                                                  | Elias Muniz / Carlos Colla                                                           | Zezé Di Camargo & Luciano                                                                           | 3:52    |  |
| 15.            | "Marcas do Que Se Foi"                                          | Zurana                                                                               | Leandro & Leonardo, Chitãozinho & Xororó, Zezé Di Camargo & Luciano                                 | 4:58    |  |
| Duração total: | Duração total:                                                  | Duração total:                                                                       | Duração total:                                                                                      | 1:05:51 |  |

### Amigos 99(1999)
O quarto volume do álbum Amigos foi lançado em 1999, contando com dezesseis faixas, uma a mais em relação à edição anterior.
| N.º            | Título                                      | Compositor(es)                                     | Intérprete(s)                                                                                 | Duração |  |
| 1.             | "Indiferença"                               | Zezé Di Camargo                                    | Zezé Di Camargo & Luciano                                                                     | 4:07    |  |
| 2.             | "Corpo e Alma (Bridge over Troubled Water)" | Paul Simon (versão: Kleiton Ramil)                 | Leonardo, Chitãozinho & Xororó, Zezé Di Camargo & Luciano, Fat Family (participação especial) | 4:30    |  |
| 3.             | "Bailão de Peão"                            | Maria da Paz / Nino                                | Leonardo, Chitãozinho & Xororó, Zezé Di Camargo & Luciano                                     | 3:35    |  |
| 4.             | "Um Sonhador"                               | César Augusto / Piska                              | Leonardo, Chitãozinho                                                                         | 4:12    |  |
| 5.             | "Nascemos pra Cantar (Shambala)"            | Daniel Moore (versão: Chitãozinho / Xororó)        | Chitãozinho & Xororó                                                                          | 3:07    |  |
| 6.             | "Deixei de Ser Cowboy Por Ela"              | Darci Rossi / Di César / Chitãozinho               | Chitãozinho & Xororó                                                                          | 3:25    |  |
| 7.             | "Cumade e Cumpade"                          | Rivanil                                            | Leonardo                                                                                      | 3:15    |  |
| 8.             | "Pra Não Pensar em Você"                    | César Augusto / Piska                              | Zezé Di Camargo & Luciano                                                                     | 5:37    |  |
| 9.             | "Vem Ficar Comigo"                          | César Augusto / Reinaldo Barriga / Zezé Di Camargo | Zezé Di Camargo & Luciano                                                                     | 3:46    |  |
| 10.            | "Viola Enluarada"                           | Marcos Valle / Paulo Sérgio Valle                  | Leonardo, Chitãozinho & Xororó, Zezé Di Camargo & Luciano                                     | 3:05    |  |
| 11.            | "Na Aba do Meu Chapéu"                      | Maria da Paz / Nino                                | Chitãozinho & Xororó                                                                          | 3:00    |  |
| 12.            | "Deu Medo"                                  | César Augusto / Cecílio Nena                       | Leonardo                                                                                      | 4:11    |  |
| 13.            | "Eu Menti"                                  | Rick / Alexandre                                   | Chitãozinho & Xororó                                                                          | 3:51    |  |
| 14.            | "Casa no Campo"                             | Zé Rodrix / Tavito                                 | Leonardo, Chitãozinho & Xororó, Zezé Di Camargo & Luciano                                     | 3:43    |  |
| 15.            | "Brincar de Ser Feliz"                      | Maria da Paz / Nino                                | Chitãozinho & Xororó                                                                          | 3:46    |  |
| 16.            | "Canção da Amizade"                         | César Augusto / Piska                              | Leonardo, Chitãozinho & Xororó, Zezé Di Camargo & Luciano                                     | 4:13    |  |
| Duração total: | Duração total:                              | Duração total:                                     | Duração total:                                                                                | 1:15:52 |  |

### Amigos - A História Continua(2019)
O quinto volume do álbum Amigos foi lançado em 2019, contando com trinta e nove faixas.
| N.º | Título                                                                   | Compositor(es)                                                                                       | Intérprete(s)                                           | Duração |  |
| 1.  | "Disparada"                                                              | Geraldo Vandré Théo de Barros                                                                        | Chitãozinho & Xororó Leonardo Zezé Di Camargo & Luciano | 2:22    |  |
| 2.  | "Sinônimos / Pense em Mim / É o Amor"                                    | César Augusto Paulo Sérgio Valle Cláudio Noam Douglas Maio José Ribeiro Mario Soares Zezé Di Camargo | Chitãozinho & Xororó Leonardo Zezé Di Camargo & Luciano | 5:50    |  |
| 3.  | "Nascemos Pra Cantar"                                                    | Danny Moore                                                                                          | Chitãozinho & Xororó                                    | 3:21    |  |
| 4.  | "Pode Ser Pra Valer"                                                     | Joel Marques Maracaí                                                                                 | Chitãozinho & Xororó Leonardo                           | 3:45    |  |
| 5.  | "Entre Tapas e Beijos"                                                   | Antônio Bueno Nilton Lamas                                                                           | Leonardo                                                | 3:01    |  |
| 6.  | "Sonho de Amor"                                                          | Michael Sullivan Paulo Massadas                                                                      | Zezé Di Camargo & Luciano                               | 3:15    |  |
| 7.  | "Rumo à Goiânia"                                                         | Paiva                                                                                                | Leonardo                                                | 3:45    |  |
| 8.  | "Fio de Cabelo" (com João Carlos Martins)                                | Darci Rossi Marciano                                                                                 | Chitãozinho & Xororó Leonardo Zezé Di Camargo & Luciano | 3:32    |  |
| 9.  | "Eu Juro"                                                                | Demian Frank J. Myers Gary Baker                                                                     | Leonardo                                                | 3:54    |  |
| 10. | "Não Aprendi a Dizer Adeus"                                              | Joel Marques                                                                                         | Leonardo Zezé Di Camargo & Luciano                      | 3:20    |  |
| 11. | "A Ferro e Fogo"                                                         | João Victor Vinicius Leão Waléria Leão                                                               | Zezé Di Camargo & Luciano                               | 3:47    |  |
| 12. | "Brincar de Ser Feliz"                                                   | Maria da Paz Nino                                                                                    | Chitãozinho & Xororó                                    | 3:57    |  |
| 13. | "Sem Medo de Ser Feliz"                                                  | Zezé Di Camargo                                                                                      | Zezé Di Camargo & Luciano                               | 4:43    |  |
| 14. | "No Dia Em Que Eu Saí de Casa"                                           | Joel Marques                                                                                         | Chitãozinho & Xororó Leonardo Zezé Di Camargo & Luciano | 3:23    |  |
| 15. | "Toma Juízo / Preciso Ser Amado"                                         | Zezé Di Camargo César Augusto Piska                                                                  | Zezé Di Camargo & Luciano                               | 5:20    |  |
| 16. | "Alô"                                                                    | Feio Fátima Leão                                                                                     | Chitãozinho & Xororó Zezé Di Camargo & Luciano          | 3:28    |  |
| 17. | "Página de Amigos"                                                       | Alexandre Rick                                                                                       | Chitãozinho & Xororó Leonardo                           | 3:39    |  |
| 18. | "Talismã"                                                                | Michael Sullivan Paulo Massadas                                                                      | Leonardo                                                | 3:46    |  |
| 19. | "Saudade de Minha Terra"                                                 | Belmonte Goiá                                                                                        | Chitãozinho & Xororó Leonardo Zezé Di Camargo & Luciano | 3:07    |  |
| 20. | "Nuvem de Lágrimas"                                                      | Paulinho Rezende Paulo Debétio                                                                       | Chitãozinho & Xororó                                    | 4:07    |  |
| 21. | "Temporal de Amor"                                                       | Cecílio Nena                                                                                         | Leonardo                                                | 3:50    |  |
| 22. | "60 Dias Apaixonado"                                                     | Constantino Mendes Darci Rossi                                                                       | Chitãozinho & Xororó Leonardo                           | 2:11    |  |
| 23. | "Vá Pro Inferno Com Seu Amor / Galopeira"                                | Maurício Cardozo Ocampo Meirinho Pedro Bento                                                         | Chitãozinho & Xororó Zezé Di Camargo & Luciano          | 5:08    |  |
| 24. | "Cumade e Cumpade"                                                       | Rivanil                                                                                              | Leonardo                                                | 2:49    |  |
| 25. | "Flores em Vida"                                                         | Felipe Duram Alberto Araujo                                                                          | Zezé Di Camargo & Luciano                               | 3:35    |  |
| 26. | "Única" (música inédita)                                                 | Kleber Tonny Xororó                                                                                  | Chitãozinho & Xororó Leonardo Zezé Di Camargo & Luciano | 4:18    |  |
| 27. | "Estrada da Vida"                                                        | José Rico                                                                                            | Zezé Di Camargo & Luciano                               | 2:57    |  |
| 28. | "Pra Não Pensar Em Você"                                                 | César Augusto Piska                                                                                  | Zezé Di Camargo & Luciano                               | 4:58    |  |
| 29. | "Se Deus me Ouvisse"                                                     | Almir Rogério                                                                                        | Chitãozinho & Xororó                                    | 3:54    |  |
| 30. | "Como um Anjo"                                                           | Lukas Rhobles Roberto Merli                                                                          | Zezé Di Camargo & Luciano                               | 3:58    |  |
| 31. | "Mano" (homenagem à Leandro)                                             | Chitãozinho & Xororó Paulinho Rezende Paulo Debetio                                                  | Chitãozinho & Xororó Leonardo Zezé Di Camargo & Luciano | 4:09    |  |
| 32. | "Um Sonhador / Não Olhe Assim"                                           | César Augusto Piska César Rossini                                                                    | Leonardo                                                | 4:40    |  |
| 33. | "Desculpe, Mas Eu Vou Chorar"                                            | César Augusto Gabriel                                                                                | Leonardo                                                | 3:41    |  |
| 34. | "Você Vai Ver"                                                           | Carlos Colla Elias Muniz                                                                             | Chitãozinho & Xororó Zezé Di Camargo & Luciano          | 3:58    |  |
| 35. | "Pão de Mel"                                                             | Zezé Di Camargo                                                                                      | Zezé Di Camargo & Luciano                               | 3:59    |  |
| 36. | "Evidências"                                                             | José Augusto Paulo Sérgio Valle                                                                      | Chitãozinho & Xororó                                    | 6:32    |  |
| 37. | "Cerveja"                                                                | César Augusto César Rossini                                                                          | Chitãozinho & Xororó Leonardo Zezé Di Camargo & Luciano | 3:30    |  |
| 38. | "Festa de Rodeio / Bailão de Peão / Mexe Mexe Que é Bom" (com Amon Lima) | César Augusto, César Rossini e Reinaldo Barriga Maria da Paz e Nino Xypolitas Lucas & Luan           | Leonardo Chitãozinho & Xororó Zezé Di Camargo & Luciano | 6:49    |  |
| 39. | "Canção da Amizade"                                                      | César Augusto Piska                                                                                  | Chitãozinho & Xororó Leonardo Zezé Di Camargo & Luciano | 1:59    |  |

## Amigas
Em 2024 a TV Globo anunciou a gravação do show da versão feminina do conjunto, sendo composta por Ana Castela, Lauana Prado, Maiara & Maraisa e Simone Mendes, sendo exibido em 18 de dezembro de 2024, tendo a apresentação de Rafa Kalimann.